# لا ترم الصالح بالطالح
«لا ترمِ الصالح بالطالح أو لا تخلط الحابل بالنابل» هو تعبير اصطلاحي يستخدم للتعبير عن خطأ من الممكن تفاديه حيث يتم الإضرار بالجانب الجيّد عند محاولة التخلّص من الجانب السيء لأمر ما، أو بعبارة أخرى رفض الجانب المناسب وتفضيل غير المناسب عليه.   أو كما في القرآن الكريم ﴿أَتَسْتَبْدِلُونَ الَّذِي هُوَ أَدْنَى بِالَّذِي هُوَ خَيْرٌ﴾ [البقرة:61].
ويشير تفسير مختلف قليلاً إلى أن هذا المصطلح المرن يستخدم للتعبير عن التخلّص من الشيء الأساسي والإبقاء على غير الضروري الذي لا لزوم له جرّاء الحماس المفرط. 

## تاريخ نشوء التعبير

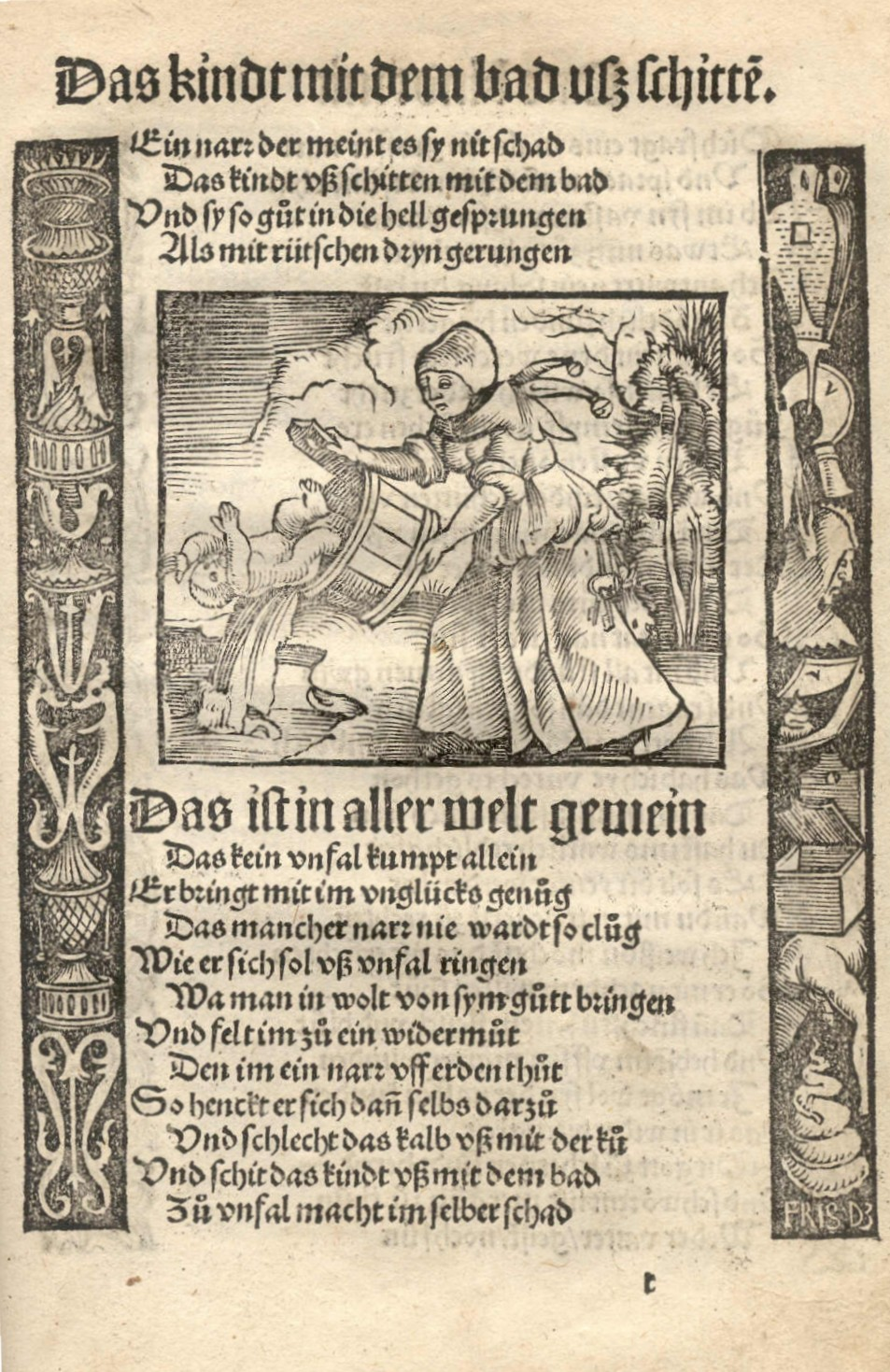
أوّل تسجل للعبارة من كتاب Narrenbeschwörung (نداء إلى الحمقى) بقلم توماس مورنر ، 1512

إن هذا التعبير الإصطلاحي مشتق من المثل الألماني، (das Kind mitdem Bade ausschütten) وقد ظهر أوّل تسجيل لهذا التعبير في عام 1512 في كتاب توماس مورنر (Narrenbeschwörungn / نداء إلى الحمقى)؛ حيث يحتوي الكتاب على صورة لنقش خشبي يُظهر امرأة ترمي طفلًا بمياه الصرف الصحيّ.
وهو تعبير شائع في اللّغة الألمانية، ويمكن الإستشهاد على استخدامه في أعمال كثير من الكتّاب من مثل: مارتن لوثر، يوهانس كيبلر، يوهان فولفجانج فون جوته، أوتو فون بسمارك، توماس مان، وجونتر غراس.
قام توماس كارليل بتعديل المفهوم في مقال حول العبوديّة عام 1849 
«وإن كان ذلك صحيحًا فمنَّ المهم بالنسبة لنا، عند إشارة إلى هذا السؤال الزنجيّ وبعض الأسئلة الأُخرى حيث يقول الألمان،» يجب أن تُفرغوا حوض الإستحمام من الماء، لكن مع الإبقاء على الطفل هناك. «ارشق المياه القذرة بكل ما أوتيت من قوّة ودعه يتدفّق بإتجاه مصرف المياه (البالوعة)، لكن حاول إذا كان بالإمكان الإحتفاظ بالطفل الصغير !» 

يحثّ كارليل قراءه على المشاركة في النّضال لإنهاء العبوديّة، لكنّه يشجعهم أيضًا على ادراك الحاجة لمحاولة تجنب إيذاء العبيد خلال تلك العملية.

## تعبيرات بديلة
أحيانًا يتم طرح وتقديم معنى التعبير الاصطلاحي الإنجليزي والغرض منه بصيغ مختلفة.
- لا ترمِ الشمبانيا مع السدّادة [9]
- ارمِ الطفل مع الحوض [10]

### اقتباسات
1. ↑  Cheng Lim Tan. (2002). Advanced English Idioms for Effective Communication, p. 52. نسخة محفوظة 2020-05-21 على موقع واي باك مشين.
2. ↑  "What Does "Throwing the Baby out with the Bath Water" Mean?". Wisegeek.com. مؤرشف من الأصل في 2020-05-21. اطلع عليه بتاريخ 2013-05-31.
3. ↑  Jewell, Elizabeth, ed. (2006). The Pocket Oxford Dictionary and Thesaurus (2nd edition), p. 53. نسخة محفوظة 2020-05-21 على موقع واي باك مشين.
4. ↑  The World Book Dictionary, Vol. 1, p. 146. نسخة محفوظة 2020-05-21 على موقع واي باك مشين.
5. ↑  Nichols, James. (1995).  Assessment Case Studies: Common Issues in Implementation with Various Campus Approaches to Resolution, p. 16. نسخة محفوظة 21 مايو 2020 على موقع واي باك مشين.
6. ↑  Wilton, David. (2004). Word Myths: Debunking Linguistic Urban Legends, pp. 66-67.
7. 1 2  Quinion، Michael (6 أبريل 2013). "Don't throw the baby out with the bath water". Newsletter. World Wide Words. مؤرشف من الأصل في 2019-12-19. اطلع عليه بتاريخ 2013-04-06.
8. ↑  Wilton, p. 67.
9. ↑  Shaw Bernard and Edwin Wilson. (1961). Shaw on Shakespeare: an Anthology of Bernard Shaw's Writings on Plays and Production of Shakespeare, p. xvii. نسخة محفوظة 2020-05-21 على موقع واي باك مشين.
10. ↑  Kirkpatrick, Betty. (1999). Clichés: Over 1500 Phrases Explored and Explained, pp. 180-181, citing George Bernard Shaw's "Parent's and Children" (1914). نسخة محفوظة 2020-05-21 على موقع واي باك مشين.

### قائمة المراجع
- Ammer، Christine (1997). Throw out the baby with the bath water. Boston, Massachusetts: هوتون ميفلين هاركورت. ISBN:0-395-72774-X. مؤرشف من الأصل في 2019-12-19. {{استشهاد بكتاب}}: |عمل= تُجوهل (مساعدة) (ردمك 978-0-395-72774-4)
- Cheng Lim Tan. (2002). Advanced English Idioms for Effective Communication. Singapore: Singapore Asian Publications. (ردمك 978-981-4122-35-1); 226051976
- Nichols, James. (1995). Assessment Case Studies: Common Issues in Implementation with Various Campus Approaches to Resolution. New York: Agathon Press. (ردمك 978-0-87586-112-8); 33132059
- Quinion، Michael (6 أبريل 2013). "Don't throw the baby out with the bath water". Newsletter. World Wide Words. مؤرشف من الأصل في 2019-12-19. اطلع عليه بتاريخ 2013-04-06.
- Shaw Bernard and Edwin Wilson. (1961). Shaw on Shakespeare: an Anthology of Bernard Shaw's Writings on Plays and Production of Shakespeare. New York: E.F. Dutton. reprinted in 2002 by Applause Theatre & Cinema Books, New York. (ردمك 978-1-55783-561-1); 49690475
- Wilton, David. (2004). Word Myths: Debunking Linguistic Urban Legends. New York: دار نشر جامعة أكسفورد. (ردمك 978-0-19-517284-3); (ردمك 978-0-7394-5593-7); 54767339

## وصلات خارجية
- Karl Pilkington - Throwing the Baby Out with the Bathwater على يوتيوب — audio excerpt from the Ricky Gervais Show